# Ruth Riley
Ruth Ellen Riley (ur. 28 sierpnia 1979 w Ransom) – amerykańska koszykarka, występująca na pozycjach silnej skrzydłowej lub środkowej, mistrzyni olimpijska (2004), NCAA (2001) oraz dwukrotna  WNBA (2003, 2006). Obecnie komentatorka spotkań Miami Heat.
W czerwcu 2014 ogłosiła zakończenie kariery sportowej.

## Kariera sportowa

### Kariera klubowa

#### NCAA
W 1997/1998 rozpoczęła grę w lidze NCAA, w zespole Uniwersytetu w Notre Dame, zdobywając w 2001 mistrzostwo NCAA, a także nagrodę im. Jamesa Naismitha, dla najlepszej akademickiej zawodniczki roku.

#### WNBA
W 2001 wybrana w drafcie WNBA z 5 numerem przez Miami Sol, w 2003 przeniosła się do Detroit Shock, z którym sięgnęła dwukrotnie po mistrzostwo WNBA (2003, 2006), została też wybrana najlepszą zawodniczką finałów ligi (2003), a w 2005 wystąpiła w meczu gwiazd WNBA. Od 2007 do 2012 była zawodniczką San Antonio Silver Stars.

#### Europa
Występowała w lidze hiszpańskiej (2005-2006 w  Yaya Maria Porta XI i w rundzie wiosennej sezonu 2008/2009 w Rivas Ecópolis (3 miejsce)), polskiej (2006-2007 w  Lotosie Gdynia (wicemistrzostwo Polski)) i greckiej (runda wiosenna sezonu 2009/2010 w Athinaikosie (mistrzostwo Grecji i zwycięstwo w FIBA EuroCup Women).

#### Reprezentacja USA
Z reprezentacją USA zdobyła wicemistrzostwo Letniej Uniwersjady w 1999 i mistrzostwo olimpijskie w 2004.

## Osiągnięcia

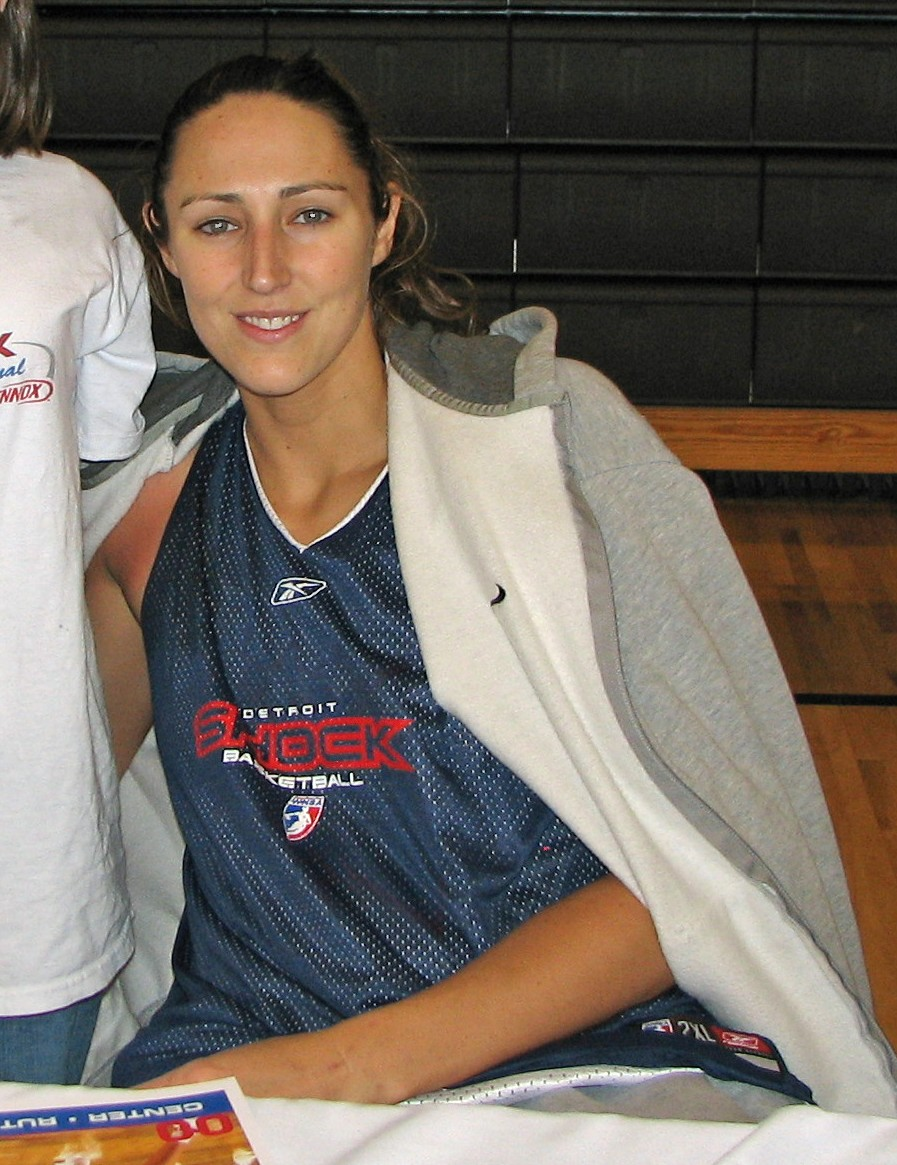
Riley w barwach Detroit Shock (2006)

Na podstawie, o ile nie zaznaczono inaczej.
NCAA
- Mistrzyni:
  - NCAA (2001)
  - sezonu regularnego Big East (2001)
- Uczestniczka rozgrywek:
  - Sweet 16 turnieju NCAA (1998, 2000, 2001)
  - II rundy turnieju NCAA (1998–2001)
- Zawodniczka roku:
  - NCAA:
    - im. Naismitha (2001)[4]
    - według:
      - Associated Press (2001)
      - United States Basketball Writers Association (USBWA – 2001)
      - Sports Illustrated (2001)

  - Big East (2001)
- Most Outstanding Player (MOP=MVP) turnieju kobiet NCAA (2001)
- Defensywna zawodniczka roku konferencji Big East (1999–2001)
- Laureatka:
  - Division I Academic All-America Team Members of the Year (2001)
  - Division I Women's Basketball Academic All-America Team Members of the Year (2001)
  - Edward "Moose" Krause Distinguished Service Award (2015)
  - Atlantic Coast Conference Women's Basketball Legend (2014)
  - Ten Outstanding Young Persons of the World (TOYP) przez JCI (2014)
  - Henry P. Iba Citizen Athlete of the Year Award (2010)
- Zaliczona do:
  - I składu All-American (2000, 2001)
  - Notre Dame's Basketball Ring of Honor (2010)
  - Galerii Sław - CoSIDA Academic All-American Hall of Fame (2012)
- Liderka NCAA w skuteczności rzutów z gry (1999)

WNBA
- Mistrzyni WNBA (2003, 2006)
- Wicemistrzyni WNBA (2008, 2013)
- MVP finałów WNBA (2003)[5]
- Laureatka Kim Perrot Sportsmanship Award (2011)
- Uczestniczka meczu gwiazd WNBA (2005)

Inne drużynowe
- Mistrzyni:
  - Eurocup (2010)
  - Łotwy (2008)
  - Grecji (2010)
  - National Women's Basketball League (NWBL – 2005, 2006)
- Wicemistrzyni Hiszpanii (2003)
- Brąz Eurocup (2011)
- Zdobywczyni pucharu:
  - Hiszpanii (2003)
  - Polski (2007)

Inne indywidualne
- MVP kolejki FGE (1 meczu finałów – 2006/2007)[6]
- Liderka NWBL w:
  - zbiórkach (2005)
  - skuteczności rzutów:
    - wolnych (2004, 2005)
    - z gry (2005, 2006)

Reprezentacja
- Mistrzyni olimpijska (2004)
- Wicemistrzyni uniwersjady (1999)